# Troels V. Østergaard
Troels Vilhelm Østergaard (1939-2018) var en dansk økolog, geolog og fagbogsforfatter, bedst kendt for sit store arbejde indenfor dansk økologi og sin teori om den nye geologi. Østergaard var mag.scient. med speciale i petrologi og geokemi , har skrevet en lang række bøger om økologisk havebrug og var grundlægger af tidsskrifterne Global Økologi og Praktisk Økologi.

Østergaard har været redaktør for bøgerne Til Husbehov og tidsskrifterne Praktisk Økologi samt Global Økologi. 

## Karriere
Troels V. Østergaard blev student fra Haslev Gymnasium i 1958. Østergaard studerede geologi på Københavns Universitet og blev mag.scient. med speciale i petrologi og geokemi. Han modtog universitetes guldmedalje for sin afhandling om mineralfordelingen i lagdelt kvanit fra Ilímaussaq i Sydgrønland. 

I 1988 startede Østergaard firmaet Godsets vin, som er Danmarks første vinhandel med online bestilling. Alle vine var importeret af Østergaard og hans hustru fra bl.a. Frankrig og Tyskland, og alle var lavet på økologisk dyrkede druer. 

I 1996 var Østergaard med til at arrangere den 11. IFOAM konference, der blev til den første økologiske verdensudstilling. Denne blev afholdt på Holmen i København.

## Økologi
I 1977 tog Østergaard til en konference i IFOAM (International Federation of Organic Agriculture Movement) i Schweiz. Denne oplevelse motiverede Østergaard til at formidle den økologiske tankegang videre på et lettilgængeligt dansk. Han oversatte IFOAMs Normer for økologisk jordbrug til brug ved international handel, og nationale normer med begrænset gyldighed i 2 år og udgav i 1979 sin første bog om økologi på Skarvs forlag: Økologisk køkkenhave. I 1981 udkom det første nummer af tidsskriftet Praktisk Økologi, som Østergaard var med til at grundlægge. Han var redaktør for bladet indtil 1992.

Det blev efter kort tid tydeligt at det var svært at nå de danske landmænd, så Østergaard valgte at fokusere på havebrug. Det var også i haven at Østergaard testede sine teorier i praksis, før han udgav de mange forskellige bøger om den økologiske køkkenhave.

## Geologi
Allerede i studietiden lagde Østergaard op til at udfordre den nuværende geologi med nye teorier. I 1969 skrev han en artikel om kontinentaldrift, som i starten mødte meget stiv modvind. Året efter gav han foredrag om pladetektonik, og med bogen Den nye geologi introducerede han for alvor teorien i Danmark

### Geologi
Den nye geologi (1975)

Jorden er et puslespil (1977)

Sten og blokke (1978)

Stenbogen (1993)

Danmarks geologiske seværdigheder (2003)

Danske strandsten - en guide (2015)

Ny viden om Odsherreds bakker og Danmarks istid (2018) (med Ib Marcussen)

### Økologi
Året rundt i økohaven (1984)

Sådan dyrker man øko-grønsager (1985)

Øko-grønsager (1986)

Økologisk landbrug - en håndbog (1991)

Økologisk køkkenhave (1994)

Hvad er det du spiser? Økologi, mad og sundhed (2008) (med Ane Bodil Søgaard)

### Andet
Røngtenkrystallografi (1969)

Forurening fra energiomsætning (1972)

Atomkraft og miljø (1974)

Atomkraft eller vindmøller (1975)

Brød til husbehov (1981)

Egeskov urtehave (1984) (med Erik Lassen)

Mælk og sundhed - hvad er det du drikker? (2011) (med Ane Bodil Søgaard og Karen Østergaard)

## Privat
Østergaard er født 6. juli 1939 i Hellerup. Blev gift med Karen Østergaard (født Karen Heerfordt) den 4. maj 1964 med hvem han fik to sønner. Østergaard blev diagnosticeret med prostatakræft i 2016 og døde den 2. marts 2018. [kilde mangler]